# 49 г. пр.н.е.
49 (четиридесет и девета) година преди новата ера (пр.н.е.) е година от доюлианския (Помпилийски) римски календар.

## Събития

### В Римската република
- Консули на Римската република са Гай Клавдий Марцел и Луций Корнелий Лентул Крус.
- Гражданска война на Цезар:
  - 1 януари – Сенатът получава писмо от Цезар с предложение двамата с Помпей Велики едновременно да се откажат от командването на войските си. Под натиска на консула Лентул сенаторите гласуват решение изискващо Цезар да разпусне войските си преди определена дата или да бъде обявен за враг на републиката. Народните трибуни Марк Антоний и Гай Касий Лонгин веднага налагат вето на решението.[1]
  - 7 януари – политическите врагове на Цезар успяват да наложат приемането на „Последно решение на Сената“ (Senatus consultum ultimum). Опасявайки се за сигурността си двамата народни трибуни напускат Рим и се присъединяват към Цезар.[1]
  - 11 януари – Цезар преминава Рубикон и започва гражданската война. В следващите няколко дни той окупира редица важни селища като Ариминум и Анкона.
  - 17 януари – Помпей напуска Рим и се оттегля в Кампания заедно с консулите и по-голямата част от сенаторите. През февруари те продължават да отстъпват, докато достигат Брундизий.[2]
  - 4 март – консулите отплават с част от армията към Епир.[2]
  - 17 март – Помпей евакуира останалите си сили от Брундизий и отплава за Епир. Ден по-късно Цезар влиза в града.
  - 1 април – Цезар се завръща в Рим.[2]
  - 19 април – Цезар започва обсадата на Масилия.[2]
  - 27 юни – след пристигането си в Испания Цезар постига победа в битката при Илерда.[2]
  - 2 август – привържениците на Помпей в Испания капитулират.
  - Август – военачалникът на Цезар Гай Скрибоний Курион е разбит в битка от царя на Нумидия Юба I.[2]
  - 6 септември – Масилия капитулира пред Цезар.
  - Есен – Цезар е назначен за диктатор, за да проведе избирането си за консул за следващата година.[3]

## Починали
- Гай Скрибоний Курион, римски политик и военачалник (роден 90 г. пр.н.е.)